# Iturea

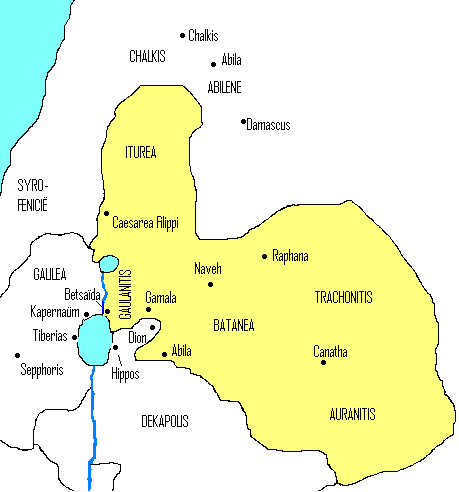
Iturea a Trachonitis (Lajat) v 1. století

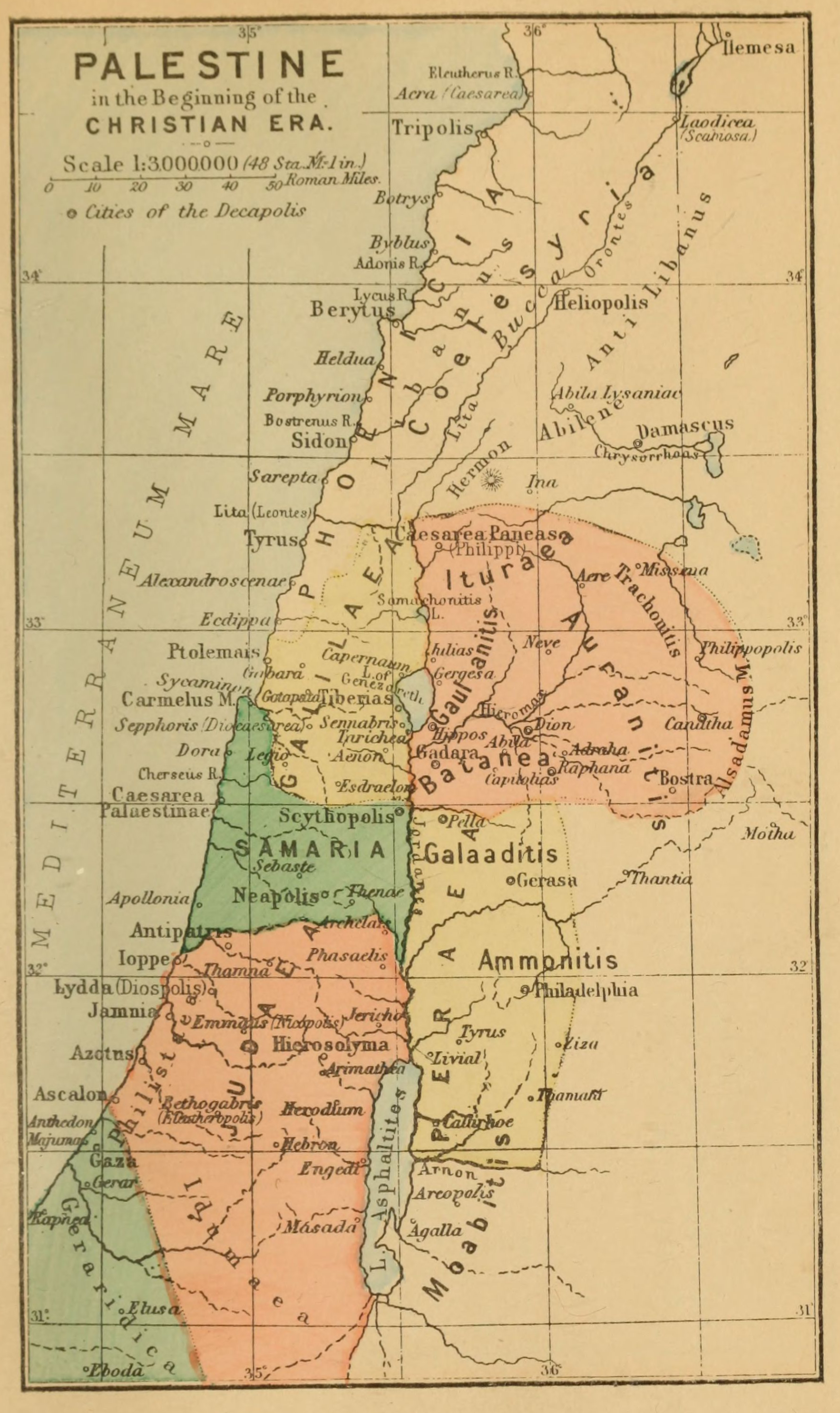
Římská provincie Palestina v 1. století

Iturea byla v době kolem počátku letopočtu krajina v dnešní Sýrii, na severovýchod od Galilea|Galileje a asi 50 km západně od Damašku.
Sahala od pohoří Libanon až po Antilibanon v dnešní Sýrii a jejím centrem byla Chalcis.

## Historie
Iturejci, polokočovný kmen, většinou badatelů řazený mezi Araby, vstoupil do politických dějin koncem 2. století př. n. l., když upadla moc Seleukovců. Ovládli velkou část pozdější Sýrie a jejich moc sahala až do Galileje. Roku 105 př. n. l. vtrhl do Itureje hasmoneovský král Aristobulos I., dobyl velkou část jejího území a připojil ji - spolu s Galileou - k Hasmoneovskému království. Flavius Iosephus se zmiňuje o tom, že Aristobulos získal nejen zemi, ale také Iturejce, které symbolicky připoutal k Izraeli obřízkou.
Po iturejském králi Ptolemaiovi, který panoval v letech 85-40 př. n. l., nastoupil jeho syn Lysanias a roku 23 př. n. l. se země zmocnil jakýsi náčelník jménem Zenodorus. Když o tři roky později zemřel, věnoval Augustus Itureu judskému králi Herodovi, který ji svěřil svému synu Filipovi. Roku 38 věnoval císař Caligula Itureu jakémusi Soemovi, podle Tacita “králi Iturejců”, a když roku 49 zemřel, stala se Iturea částí provincie Syrie. Iturejci pak často vstupovali do římské armády a tvořili tam zvláštní iturejské oddíly.
O Itureji a Iturejcích se jednou zmiňuje Nový zákon (L 3, 1 (Kral, ČEP)) a řada římských autorů, nejpodrobněji Flavius Iosephus (asi 38 až 100). Podle něho pokládali Římané Iturejce za statečné válečníky a cenili si jejich lukostřelecké dovednosti. 